# Odaesan-Nationalpark
Der Odaesan-Nationalpark (오대산국립공원) ist ein Nationalpark in der südkoreanischen Provinz Gangwon-do. Zu dem Park gehören neben dem Berg Odaesan (1563 m) auch der Woljeongsa- und der Sangwosa-Tempel.

## Lage und Geographie
Der Nationalpark liegt etwa fünf Kilometer westlich des Stadtkerns von Gangneung und ist von dort über den Expressway 50 schnell zu erreichen. Ein Teil des Nationalparks liegt im Stadtgebiet von Gangneung, ein Teil im Landkreis Pyeongchang (Pyeongchang-gun). 
Der Park befindet sich am Schnittpunkt der Gebirgszüge Taebaek und Charyeong. Der Name Odaesan bedeutet Fünf-Ebenen-Berg und bezieht sich auf die fünf Hochebenen Manwoldae, Jangnyeongdae, Girindae, Sangsamdae und Jigongdae.

## Flora und Fauna
Im Nationalpark wurden 1040 verschiedene Pflanzen- und 2748 Tierarten festgestellt, davon 1979 Insekten. Zu den seltensten Arten im Park gehören die Schwertlilienart Iris odaesanensis und der Habichtskauz.

## Wanderwege
Im Nationalpark gibt es einige Wanderwege, die abwechselnd gesperrt werden, damit die Natur Gelegenheit hat, sich zu erholen.
- Durobong Course (두로봉코스)
- Dongdaesan Course (동대산 코스)
- Sangwangbong Course (상왕봉 코스)
- Sogeumgang Course (소금강 코스)
- Virobong Course (비로봉 코스)

## Tempel
Der Woljeongsa-Tempel ist ein Komplex, der aus 60 Tempeln und 6 Einsiedeleien besteht. Die Anlage beherbergt die berühmte achteckige Saria-Steinpagode mit neun Stockwerken (Nationalschatz Nr. 48) und eine steinerne Buddhafigur in sitzender Stellung (Nationalschatz Nr. 139).
Der Sangwonsa-Tempel befindet sich acht Kilometer nördlich der Woljeongsa-Anlage. Er beherbergt den Nationalschatz Nr. 36, die älteste Bronzeglocke Südkoreas aus dem Jahr 725, und den Nationalschatz Nr. 221, eine Statue des Bodhisattva Manjusri (Munsu Bosal).